# 대한민국 상법 제26조
대한민국 상법 제26조는 상호불사용의 효과에 대한 상법총칙의 조문이다.

## 조문
제26조 (상호불사용의 효과) 상호를 등기한 자가 정당한 사유없이 2년간 상호를 사용하지 아니하는 때에는 이를 폐지한 것으로 본다.